# Marie-René-François Verdier de la Miltière
Marie-René-François Verdier de la Miltière,  né le 10 juin 1751 à la Trinité d'Angers, et mort le 25 mars 1830 à Angers, est un magistrat français du XVIIIe siècle.

## Biographie
Fils de Marie-René-François Verdier de la Miltière (1725-1783) magistrat angevin, et de Marie-Anne de la Porte (1748-1783).
En 1776, François Verdier de la Miltière épouse Marie Brouillet de l'Isle (1760-1848), leur fille Marie Verdier de la Miltière (1778-1838) épousera le 12 messidor An IX Auguste-François Bucher de Chauvigné (1772-1803).
Il fut conseiller au présidial d'Angers, en février 1773', auditeur à la cour des comptes de Bretagne à Nantes en 1778, juge au tribunal de Maine-et-Loire en l'An V, vice-président du tribunal de première instance, conseiller municipal en 1806, conseiller de la Cour d'appel en 1809et de la Cour impériale d'Angers en 1810.
Démissionnaire de la Cour royale d'Angers en novembre 1826.
D'après Célestin Port ; « On a conservé de lui huit couplets, signés seulement de son initiale (Angers, Pavie, 1816 - in-12): Au 3e régiment de Maine-et-Loire. À la Légion de Maine-et-Loire; sur l'air: Allons enfants de la patrie. - Refrain: Volez jeunes français, formez vos légions. Le roi (Bis) de l'olivier ceindra vos nobles fronts - et de nombreuses pièces manuscrits»

## Sources
- Dictionnaire historique, géographique et biographique de Maine-et-Loire, Célestin Port. Version originale 1874, page 682 et version révisée 1996.